# Khu liên hợp thể thao Oblast Metalist
Khu liên hợp thể thao Oblast "Metalist" (tiếng Ukraina: Обласний спортивний комплекс "Металіст"), bao gồm Sân vận động Metalist (tiếng Ukraina: Стадіон "Металіст"), là một sân vận động đa năng ở Kharkiv, Ukraina. Sân được sử dụng chủ yếu cho các trận đấu bóng đá. Đây là sân nhà của FC Metalist 1925 Kharkiv. Sân hiện có sức chứa 40.003 khán giả. Sân vận động này đã tổ chức các trận đấu của Giải vô địch bóng đá châu Âu 2012.
Sau khi FC Metalist Kharkiv bị giải thể vào tháng 5 năm 2016 do vấn đề tài chính, sân vận động tạm thời không tổ chức các trận đấu bóng đá chuyên nghiệp. Vào tháng 8 năm 2016, Metalist 1925 Kharkiv chọn sân vận động này làm sân nhà. FC Shakhtar Donetsk cũng chọn nơi đây làm sân nhà vào tháng 2 năm 2017.

## Các trận đấu Giải vô địch bóng đá châu Âu 2012
Sân vận động là một trong những địa điểm tổ chức Giải vô địch bóng đá châu Âu 2012. Ba trận đấu bảng B có sự góp mặt của Hà Lan đã được tổ chức tại đây (các trận đấu còn lại trong bảng B được tổ chức tại Arena Lviv).
Các trận đấu sau đây đã được tổ chức tại sân vận động trong Giải vô địch bóng đá châu Âu 2012:
| Ngày                | Thời gian (CEST/EEST) | Đội #1     | Kết quả | Đội #2   | Vòng   | Người ghi bàn                          |
| ------------------- | --------------------- | ---------- | ------- | -------- | ------ | -------------------------------------- |
| 9 tháng 6 năm 2012  | 18:00/19:00           | Hà Lan     | 0–1     | Đan Mạch | Bảng B | Michael Krohn-Dehli                    |
| 13 tháng 6 năm 2012 | 20:45/21:45           | Hà Lan     | 1–2     | Đức      | Bảng B | Mario Gómez Robin van Persie           |
| 17 tháng 6 năm 2012 | 20:45/21:45           | Bồ Đào Nha | 2–1     | Hà Lan   | Bảng B | Cristiano Ronaldo Rafael van der Vaart |